# Benjamin Žnidaršič
Benjamin Žnidaršič, slovenski slikar tetraplegik, pisatelj in pesnik, * 21. junij 1959, Podcerkev v Loški dolini.
Žnidaršič si je leta 1986 pri padcu s češnje poškodoval hrbtenico in postal tetraplegik. Po rehabilitaciji se je najprej ukvarjal s pisanjem poezije, od leta 2000 dalje pa še s slikanjem. V zadnjih letih se je povsem predal slikanju in v kratkem času osvojil znanje ter dosegel velik napredek. Slika s čopičem v ustih in mu sedaj slikarstvo pomeni način življenja.
Leta 2006] je Žnidaršič na natečaju za »Zlato paleto« prejel »Certifikat za abstraktno umetnost«, leta 2007 pa je na »18. EX-TEMPORU« v Izoli prejel nagrado za sliko Oljke. V letu 2007 je prejel plaketo Občine Postojna za delo na humanitarnem in likovnem področju. Na IX. Mednarodnem ex temporu 4. maja 2008 v Coseanu v Italiji je med 120 oddanimi deli umetnikov iz 5 držav dobil priznanje žirije za prinešeno delo. Na X. Mednarodnem ex temporu 3. maja 2009 v Coseanu v Italiji je med 250 slikarji iz 5 držav dobil priznanje žirije v dveh kategorijah. V kategoriji prinešenih in tam narejenih del. Na XI. Mednarodnem ex temporu 9. maja 2010 v Coseanu v Italiji je med 229 slikarji iz 5 držav dobil priznanje žirije v dveh kategorijah. V kategoriji prinešenih in tam narejenih del. Na XLV. mednarodnem slikarskem EX-TEMPORE v Piranu je bil 4. Septembra 2010 izbran za prejemika odkupne nagrade med 275 likovnimi ustvarjalci iz devetih držav. Leta 2019 je na 15. EX-temporu Logatec prejel zmagovalno Zlato muzo.
O njem govorijo v likovni kritiki: Polona Škodič, Cene Avguštin in Mirko Juteršek ter v literarni kritiki Manca Košir. Benjamin Žnidaršič je od leta 2011 je polnopravni član mednarodnega združenja [VDMFK].
Poleg slikarstva se Žnidaršič ukvarja tudi z književnostjo. Izdal je tri pesniške zbirke: Ritem srca, Zlate perutnice in Most na drugi breg, v letu 2006 pa tudi knjigo Govorica življenja, ki govori o njegovih izkušnjah iz življenja.
Žnidaršič je tudi dejaven kot pobudnik in organizator različnih projektov, od likovnih razstav do številnih kulturnih in humanitarnih prireditev, ki potekajo tako doma kot v tujini. Leta 2009 je ustanovil Zavod Ars Viva, ki je ustanovljen kot neprofitna organizacija in deluje v javnem interesu in v javno dobrobit. V njem so včlanjeni številni strokovnjaki za različna področja: invalidi, umetniki, založniki, profesorji, strokovnjaki za umetnostno zgodovino in kulturno dediščino, socialno delo, varstvo okolja, načrtovanje in vodenje, gledališče, itd.
Poleg umetnosti se ukvarja z oblikovanjem, med drugim oblikuje in izdeluje spletne strani, priponke in publikacije za tisk.